# NGC 1373
NGC 1373 é uma galáxia {{{typ}}} localizada na direcção da constelação de Fornax. Possui uma declinação de -35° 10' 16" e uma ascensão recta de 3 horas, 34 minutos e 59,1 segundos.
A galáxia NGC 1373 foi descoberta em 29 de Novembro de 1837 por John Herschel.